# Стайн, Гертруда
Гертруда Стайн (англ. Gertrude Stein; 3 февраля 1874, Аллегейни, Пенсильвания — 27 июля 1946, Нёйи-сюр-Сен, под Парижем) — американская писательница, теоретик литературы.

## Биография
Родилась в богатой еврейской семье, детство провела в Европе (Вена, Париж), росла в Калифорнии. В Кембридже слушала лекции по психологии Уильяма Джеймса, потом училась медицине в Университете Джонса Хопкинса (Балтимор), курса не закончила. В 1902 году приехала с братом Лео в Париж, где и провела всю оставшуюся жизнь, изредка выезжая в Испанию и Англию.
Гертруда Стайн оставила свой след в модернистской литературе прежде всего не как автор, а как организатор своего рода «литературного кружка» для молодых англоязычных писателей, для многих из которых она была наставником и зачастую спонсором. Её квартира на улице Флёрюс (6-й округ) стала одним из центров художественной и литературной жизни Парижа до Первой мировой войны и позднее.
Гертруде принадлежит авторство термина «потерянное поколение» (взятого Э. Хемингуэем в качестве эпиграфа к своему роману «И восходит солнце»), которым она называла эмигрировавших за границу американских писателей, часто собиравшихся у неё в салоне на улице Флёрюс, 27. Термин впоследствии послужил определением для целой группы писателей послевоенного времени, выразивших в своих произведениях разочарование в современной цивилизации, пессимизм и утрату прежних идеалов (Э. Хемингуэй, Дж. Дос Пассос, Томас Элиот, Ф. С. Фицджеральд, Э. М. Ремарк и др.).
Ранний период жизни Стайн в Париже связан с увлечением живописью. Первоначально на улице Флёрюс собирались в основном художники. Гертруда Стайн коллекционировала и пропагандировала новейшее искусство (прежде всего, кубизм), собирала работы Пикассо (известен его портрет Стайн, 1906), Брака, Шагала, Модильяни, Гриса, Паскина, поддерживала художников Парижской школы. Наиболее теплые отношения Гертруда Стайн поддерживала с Пикассо. В «Автобиографии Алисы Б. Токлас» она не раз называет Пабло Пикассо одним из своих ближайших друзей.
Стайн была в приятельских отношениях и многие годы переписывалась с Матиссом, Максом Жакобом, Хемингуэем, Фицджеральдом, Уайлдером. Хемингуэй в своём романе «Праздник, который всегда с тобой» пишет, что Гертруда не любила Джойса и Паунда до такой степени, что было нежелательно произносить их имена у неё в доме. В книге «Автобиография Алисы Б. Токлас» сама Стайн описывает отношения с Паундом в гораздо более спокойных и шутливых тонах. Гертруда Стайн утверждала, что среди американских писателей по ёмкости слова Шервуд Андерсон не знал себе равных и что «никто в Америке, кроме Шервуда, не мог сочинить ясного и энергичного предложения». По её мнению, из молодых писателей предложение получается естественным только у Фицджеральда, первый роман которого «По эту сторону рая» произвёл на неё большое впечатление (как и «Великий Гэтсби» впоследствии).
В 1907 Стайн познакомилась с американкой еврейского происхождения Алисой Токлас, которая стала её возлюбленной и была с писательницей до конца жизни. Биографы, основываясь на свидетельствах очевидцев, полагают, что встреча с Алисой стала отчасти причиной прекращения общения Гертруды Стайн и её брата Лео. Есть основания считать, что он осуждал лесбийские предпочтения Гертруды. В 1913 году отношения накалились настолько, что Лео Стайн покинул их общую квартиру и уехал в Италию. Ещё до этих событий у брата и сестры наметились расхождения художественных вкусов. Лео не поддерживал увлечение сестры Пикассо, дадаизмом, кубизмом, а также низко оценивал её собственные литературные опыты. Стайн в свою очередь очень негативно отнеслась к любовному увлечению брата, который связал свою жизнь с Юджинией Озиас, известной также как Нина с Монпарнаса — натурщицей, известной своим лёгким поведением. Илья Басс в книге «Жизнь и время Гертруды Стайн» приводит фрагмент из письма Лео Стайна: «Появление Элис явилось божьей благодатью, поскольку оно способствовало происшедшему [разделению] без апокалипсиса. По мере взросления мы обнаружили, что практически нет ничего в этом мире, в чём бы наши взгляды совпадали или хотя бы были похожими». С тех пор брат и сестра так и не сблизились.
Алиса Токлас взяла на себя управление домашним хозяйством, а также обязанности редактора, а впоследствии издателя и переводчика Гертруды Стайн.
Гертруда Стайн никогда не афишировала свою ориентацию в каком-либо эпатажном ключе, что можно было наблюдать у парижской богемы тех лет, однако её творчество пронизано эротическими и любовными мотивами.
Отсылки к отношениям с Токлас достаточно прозрачны и в поэзии Стайн, и в экспериментальных вещах, таких, например, как «География и пьесы» и в позднем произведении «Автобиография Алисы Б. Токлас».
Эта вещь стала отчасти компромиссной для Стайн, которая всю жизнь испытывала проблемы с издателями и боролась с непониманием своих произведений. Желание наконец прославиться подвигло её к написанию биографической книги о своей жизни в Париже. Хотя книга отличается от других произведений Стайн в пользу большей повествовательности, как экспериментатор и теоретик модернизма Стайн не могла отказать себе в удовольствии поиграть с читателем. «Автобиография Алисы Б. Токлас» представляет собой вымышленную автобиографию, написанную Стайн от имени Алисы Токлас. В остроумной, язвительной и весьма избирательной манере Стайн рассказывает о дружбе с художниками и писателями, отношениях с Алисой и своих творческих поисках. Работа стала программным сочинением модернизма, наделала много шума среди упомянутых в книге лиц и принесла Стайн долгожданную популярность у широкого круга читателей.
Стайн и Токлас много путешествовали, в частности очень любили Испанию. Во время Первой мировой войны занимались волонтёрством. Исследователи признают, что любовь к Алисе Токлас и поддержка последней оказали значительное влияние на творчество Стайн.
По мере приближения Второй мировой войны политические симпатии Стайн склонялись вправо, она активно поддерживала маршала Петена и даже перевела ряд его выступлений на английский язык.
Все военные годы Стайн, несмотря на своё еврейское происхождение, провела во Франции. Известно, что ещё в 1934 году она говорила журналистам, что Адольф Гитлер заслуживает Нобелевской премии мира, поскольку принёс мир во внутриполитическую жизнь Германии; это заявление Стайн широко обсуждалось уже в XXI веке, однако, как указывает исследователь творчества Стайн Чарльз Бернстин, в этом обсуждении упускается острая ирония предложения Стайн. Шведский профессор Густав Хендрикксен, кроме того, заявил в 1995 году, что в 1938 году Стайн действительно направила в Нобелевский комитет письмо, выдвигающее Гитлера на премию мира, о чём ему лично известно как бывшему члену этого комитета; документальных подтверждений этому, однако, нет, а Хендрикксен в действительности не был членом Нобелевского комитета.

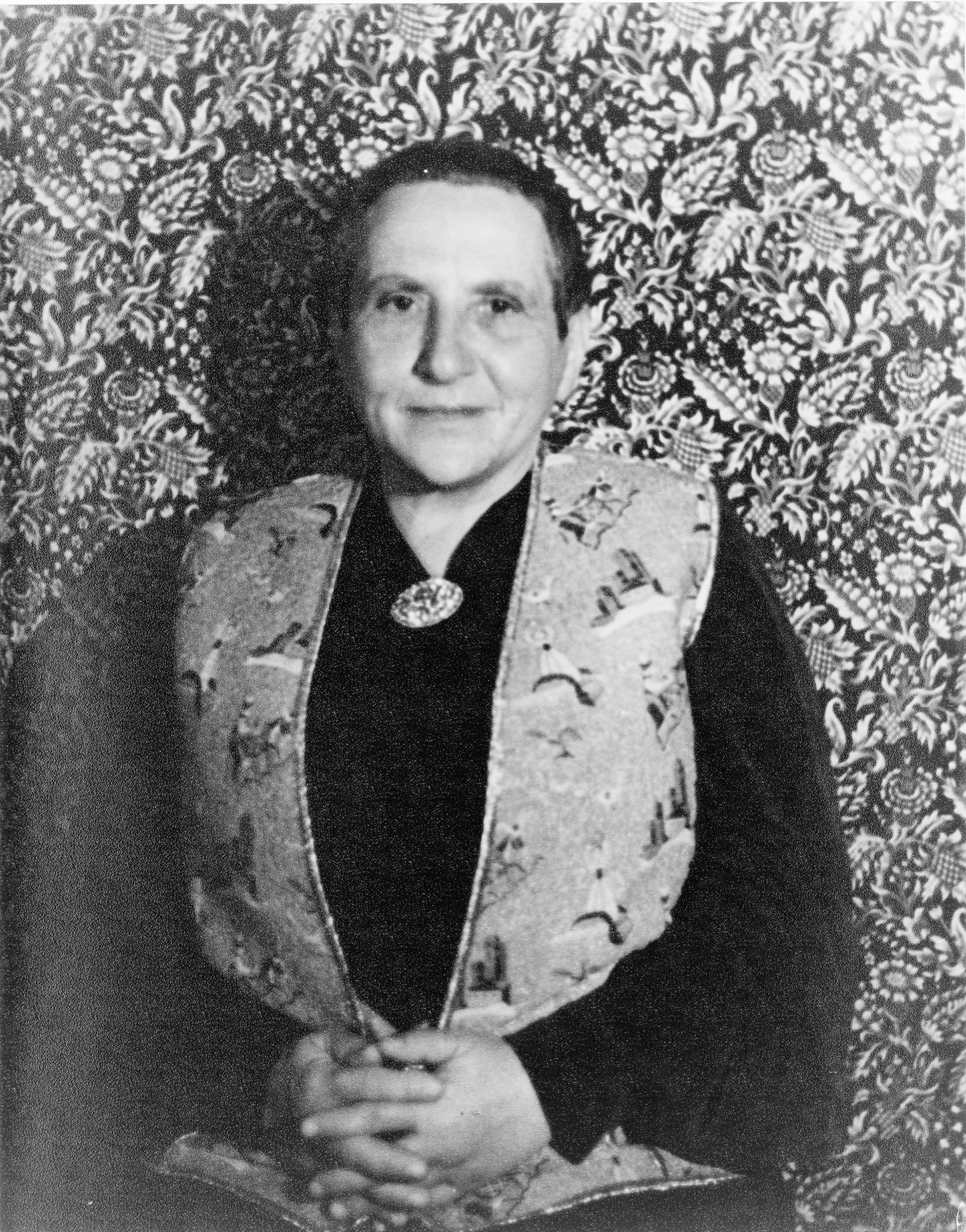
Гертруда Стайн. Фотография Карла ван Вехтена, 1934.

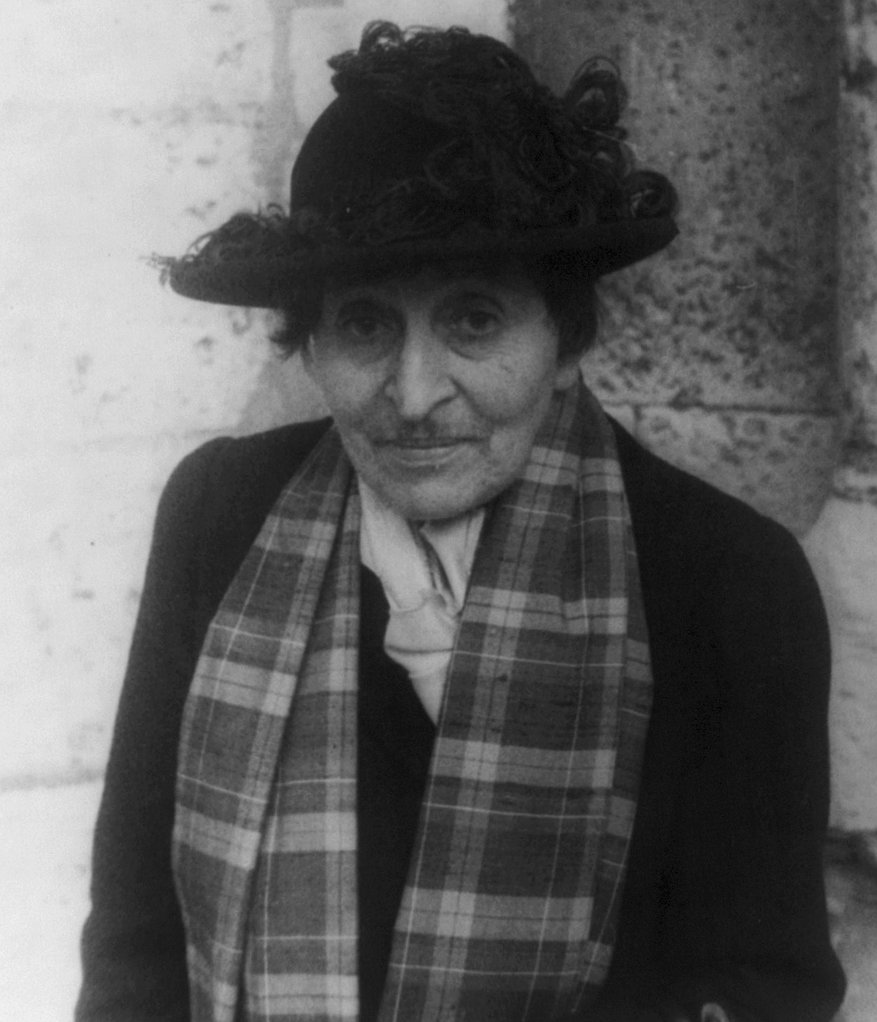
Алиса Б. Токлас. Фотография Карла ван Вехтена.

Писательница, как и её мать, умерла от рака.
Похоронена на кладбище Пер-Лашез. Алиса Токлас пережила Стайн более чем на 20 лет и была похоронена рядом с ней.

## Творчество
Экспериментальная, близкая к кубизму поэзия и проза Стайн (сб. «Нежные кнопки», 1914; роман «Становление американцев», 1925, и др.), ориентированные на европейский авангард, но при этом стремившиеся передать американский дух, колорит, склад мысли и устную речь, никогда не находили широкого читательского признания.
Единственным исключением стала «Автобиография Алисы Б. Токлас» (1933), написанная Гертрудой Стайн уже в достаточно пожилом возрасте. Это живой и остроумный очерк Парижа в годы перед Первой мировой войной, написанный от лица её возлюбленной, — эта книга многократно переиздавалась и переведена на многие языки. Есть, как минимум, два русских перевода — Ирины Ниновой и Вадима Михайлина.

## Признание
Гертруда Стайн изображена на известной картине Павла Челищева «Феномены», на полотне Пабло Пикассо «Портрет Гертруды Стайн». Она фигурирует в игровом фильме Алана Рудольфа «Модернисты» (1987 год), в романе Уолтера Саттертуэйта «Маскарад» (1998 год, в рус. пер. — «Клоунада»), в произведении Э. Хемингуэя «Праздник, который всегда с тобой», а также в фильме Вуди Алена «Полночь в Париже» (2011 год). На тексты Стайн писали музыку американские композиторы Вирджил Томпсон (1934 год, 1947 год) и Джеймс Тинни (1970 год), немецкий композитор Ирис тер Шипхорст (Inside-outside II, 1989 год), музыкальную драму «To Be Sung» по «лирической опере» Стайн написал французский композитор Паскаль Дюсапен (1993 год).
Памятник писательнице поставлен в Брайант-парке в Нью-Йорке.

## Произведения
- Three Lives (1909)
- Tender Buttons (1914)
- Geography and Plays (1922)
- The Making of Americans (1925)
- Composition as Explanation (1926)
- Lucy Church Amiably (1931)
- Before the Flowers of Friendship Faded Friendship Faded (1931)
- How to Write (1931)
- Operas and Plays (1932)
- The Autobiography of Alice B. Toklas (1933)
- Matisse Picasso and Gertrude Stein with Two Shorter Pieces (1933)
- Four Saints in Three Acts, an Opera to Be Sung (1934)
- Portraits and Prayers (1934)
- Lectures in America (1935)
- Narration (1935)
- The Geographical History of America (1936)
- Everybody’s Autobiography (1937)
- Paris France (1940)
- What Are Masterpieces (1940)
- Ida (1941)
- Looking for a young painter Riba-Rovira Yale University U.S.A. (1945)
- Brewsie and Willie (1945)
- Wars I Have Seen (1945)
- Blood on the Dining Room Floor (1948)
- Things as They Are (1948, повесть, написана в 1903)
- Two: Gertrude Stein and Her Brother and Other Early Portraits (1908—1912) (1951)
- Bee Time Vine and Other Pieces, 1913—1927 (1953)
- Painted Lace and Other Pieces (1914—1937) (1956)
- Stanzas in meditation and Other Poems (1929—1933) (1956)
- Fernhurst, Q.E.D., and Other Early Writings (1971)

## Публикации на русском языке
- Что такое шедевры и почему их так мало. (Лекция).
- Поэзия и грамматика / Пер. с англ. Е. Петровской // Ad Marginem’93. Ежегодник Лаборатории постклассических исследований Института философии Российской академии наук. М.: Ad Marginem, 1994.
- Гертруда Стайн, или Американка в Париже: Литературный гид // Иностранная литература. 1999. № 7.
- Автобиография Алисы Б. Токлас. СПб.: ИНАПРЕСС, 2000.
- Автобиография Элис Б. Токлас. Пикассо. Лекции в Америке. М.: Б.С.Г.-ПРЕСС, 2001.
- Автобиография Элис Би Токлас. СПб: Азбука-Классика, 2006.
- Три жизни / Пер. Вадима Михайлина. Тверь: Митин журнал; Kolonna Publications, 2006. 312 стр. Тираж 1700 экз. ISBN 5-98144-075-9
- Кровь на полу в столовой / Пер. Вадима Михайлина. Тверь: Митин журнал; Kolonna Publications, 2007. 144 с. Тираж 1000 экз. (Серия: Creme de la Creme). ISBN 5-98144-095-3
- Q.E.D. / Пер. и предисл. Ильи Басса. Тверь: Митин журнал; Kolonna Publications, 2013. 128 с. Тираж 500 экз. ISBN 978-5-98144-179-0
- Автобиография каждого. Тверь: Митин журнал; Kolonna Publications, 2014.
- Войны, которые я видела. Тверь: Митин журнал; Kolonna Publications, 2015.
- Ида / Пер. и предисл. Ильи Басса. Тверь: Митин журнал; Kolonna Publications, 2016. 160 стр. ISBN 978-5-98144-217-9
- Париж Франция. Личные воспоминания / Пер. с англ. Т. Казавчинской. — М.: Текст, 2018. — 160 с. — (Серия: Квадрат)
- Когда земля была круглой. СПб.: Jaromír Hladík Press, 2021. 104 с. ISBN 978-5-60-466016-4
- Стансы в медитации / Пер. с англ. Яна Пробштейна. Тель-Авив: Изд-во книжного магазина «Бабель», 2024. 234 с.